# Ceropachylus
Genre
Synonymes
- Allelochirus Mello-Leitão, 1942
- Pachylla Roewer, 1959

Ceropachylus est un genre d'opilions laniatores de la famille des Ampycidae.

## Distribution
Les espèces de ce genre sont endémiques d'Équateur.

## Liste des espèces
Selon World Catalogue of Opiliones (15 octobre 2024) :
- Ceropachylus areolatus (Roewer, 1959)
- Ceropachylus frizzellae Mello-Leitão, 1942
- Ceropachylus singularis (Mello-Leitão, 1942)

## Systématique et taxinomie
Ce genre a été décrit par Mello-Leitão en 1942 dans les Gonyleptidae. Il est placé dans les Ampycidae par Benavides, Pinto-da-Rocha et Giribet en 2021.
Allelochirus et Pachylla ont été placés en synonymie par Kury en 2003.

## Publication originale
- Mello-Leitão, 1942 : « Oito novos Laniatores do Equador. » Anais da Academia Brasileira de Ciências, vol. 14, p. 315–325.